# Кеті Ріналді
Кеті Ріналді (англ. Kathy Rinaldi-Stunkel; нар. 24 березня 1967) — колишня професійна американська тенісистка.
Здобула три одиночні та два парні титули туру WTA.
Найвищу одиночну позицію світового рейтингу — 7 місце досягнула 26 травня 1986, парну — 13 місце — 8 лютого 1993 року.
Завершила кар'єру 1997 року.

## Фінали турнірів WTA

### Одиночний розряд: 7 (3–4)
| Перемога — Легенда                |
| --------------------------------- |
| Турніри Великого шолома (0–0)     |
| Турніри WTA Tour (0–0)            |
| Virginia Slims, Avon, other (3–4) |

| Фінали за покриттям |
| ------------------- |
| Тверде (2–1)        |
| Трава (0–0)         |
| Ґрунт (0–2)         |
| Килим (1–1)         |

| Результат | Ранг | Дата              | Турнір                   | Покриття  | Опонент          | Рахунок            |
| --------- | ---- | ----------------- | ------------------------ | --------- | ---------------- | ------------------ |
| Перемога  | 1.   | 18 жовтня 1981    | Kyoto                    | Тверде    | Джулі Гаррінгтон | 6–1, 7–5           |
| Поразка   | 1.   | 24 травня 1982    | German Open              | Ґрунт     | Беттіна Бюнге    | 2–6, 2–6           |
| Поразка   | 2.   | 26 липня 1982     | Southern California Open | Тверде    | Трейсі Остін     | 6–7(5–7), 3–6      |
| Перемога  | 2.   | 18 серпня 1985    | Мава                     | Тверде    | Штеффі Граф      | 6–4, 3–6, 6–4      |
| Поразка   | 3.   | 22 вересня 1985   | Чикаго                   | Килим (i) | Бонні Гадушек    | 1–6, 3–6           |
| Поразка   | 4.   | 11 травня 1986    | Х'юстон                  | Ґрунт     | Кріс Еверт-Lloyd | 4–6, 6–2, 4–6      |
| Перемога  | 3.   | 16 листопада 1986 | Little Rock              | Килим (i) | Наташа Звєрєва   | 6–4, 6–7(7–9), 6–0 |

### Парний розряд: 12 (2–10)
| Перемога — Легенда            |
| ----------------------------- |
| Турніри Великого шолома (0–0) |
| Турніри WTA Tour (0–0)        |
| Tier I (0–2)                  |
| Tier II (1–2)                 |
| Tier III (1–3)                |
| Tier IV (0–2)                 |
| Tier V (1–1)                  |

| Фінали за покриттям |
| ------------------- |
| Тверде (1–7)        |
| Трава (0–0)         |
| Ґрунт (1–2)         |
| Килим (0–1)         |

| Результат | Ранг | Дата             | Турнір                       | Покриття  | Партнер           | Опоненти                                      | Рахунок            |
| --------- | ---- | ---------------- | ---------------------------- | --------- | ----------------- | --------------------------------------------- | ------------------ |
| Поразка   | 1.   | 31 березня 1991  | Connecticut Open             | Тверде    | Джилл Гетерінгтон | Патті Фендік Моніка Селеш                     | 6–7(2–7), 2–6      |
| Перемога  | 1.   | 21 квітня 1991   | Х'юстон                      | Ґрунт     | Джилл Гетерінгтон | Патті Фендік Мері Джо Фернандес               | 6–1, 2–6, 6–1      |
| Перемога  | 2.   | 4 серпня 1991    | Southern California Open     | Тверде    | Джилл Гетерінгтон | Джиджі Фернандес Наталі Тозья                 | 6–4, 3–6, 6–2      |
| Поразка   | 2.   | 6 жовтня 1991    | Лейпціг                      | Килим (i) | Джилл Гетерінгтон | Манон Боллеграф Ізабель Демонжо               | 4–6, 3–6           |
| Поразка   | 3.   | 2 лютого 1992    | ASB Classic                  | Тверде    | Джилл Гетерінгтон | Розалін Феербенк Раффаелла Реджі              | 6–1, 1–6, 5–7      |
| Поразка   | 4.   | 1 березня 1992   | Мастерс Індіан-Веллс         | Тверде    | Джилл Гетерінгтон | Клаудія Коде-Кільш Стефані Реге               | 3–6, 3–6           |
| Поразка   | 5.   | 22 березня 1992  | Мастерс Маямі                | Тверде    | Джилл Гетерінгтон | Лариса Савченко-Нейланд Аранча Санчес Вікаріо | 5–7, 7–5, 3–6      |
| Поразка   | 6.   | 19 квітня 1992   | Х'юстон                      | Ґрунт     | Джилл Гетерінгтон | Патті Фендік Джиджі Фернандес                 | 5–7, 4–6           |
| Поразка   | 7.   | 1 листопада 1992 | Сан-Хуан                     | Тверде    | Джиджі Фернандес  | Аманда Кетцер Елна Рейнах                     | 2–6, 6–4, 2–6      |
| Поразка   | 8.   | 7 лютого 1993    | Auckland                     | Тверде    | Джилл Гетерінгтон | Isabelle Demongeot Elna Reinach               | 2–6, 4–6           |
| Поразка   | 9.   | 21 березня 1993  | Key Biscayne                 | Тверде    | Джилл Гетерінгтон | Лариса Нейланд Яна Новотна                    | 2–6, 5–7           |
| Поразка   | 10.  | 23 травня 1993   | Internationaux de Strasbourg | Ґрунт     | Джилл Гетерінгтон | Шон Стаффорд Андреа Темешварі                 | 7–6(7–5), 3–6, 4–6 |

## Виступи в одиночних турнірах Великого шолома
| Турнір                                 | 1981 | 1982 | 1983 | 1984 | 1985 | 1986 | 1987 | 1988 | 1989 | 1990 | 1991 | 1992 | 1993 | 1994 | 1995 | 1996 | Career W–L |
| -------------------------------------- | ---- | ---- | ---- | ---- | ---- | ---- | ---- | ---- | ---- | ---- | ---- | ---- | ---- | ---- | ---- | ---- | ---------- |
| Відкритий чемпіонат Австралії з тенісу | A    | A    | 1р   | 3р   | A    | NH   | A    | A    | A    | 2р   | 1р   | A    | 1р   | 1р   | A    | A    | 3–6        |
| Відкритий чемпіонат Франції з тенісу   | ЧФ   | 2р   | 2р   | 3р   | 3р   | ЧФ   | 3р   | 1р   | 2р   | 1р   | 2р   | 1р   | 3р   | A    | A    | A    | 24–13      |
| Вімблдонський турнір                   | 2р   | 3р   | 2р   | 1р   | ПФ   | 1р   | A    | A    | 1р   | 1р   | 1р   | 2р   | 2р   | A    | A    | 1р   | 13–12      |
| Відкритий чемпіонат США з тенісу       | 1р   | 2р   | 2р   | 2р   | 1р   | 1р   | A    | 1р   | 2р   | 2р   | 2р   | 2р   | 1р   | A    | 1р   | 1р   | 9–14       |
| Перемоги-Поразки                       | 5–3  | 8–3  | 7–4  | 5–4  | 7–3  | 4–3  | 2–1  | 0–2  | 2–3  | 2–4  | 2–4  | 2–3  | 3–4  | 0–1  | 0–1  | 0–2  | 49–45      |
| Рейтинг на кінець року                 | 33   | 15   | 16   | 23   | 11   | 8    | 26   | 88   | 52   | 69   | 105  | 111  | 83   | NR   | NR   | 225  |            |